# Йозеф Юнгман
Йозеф Юнгман (на чешки: Josef Jungmann) (16 юли 1773 - 14 ноември 1847) е чешки филолог, литературен историк, преводач, водещ деец на Чешкото национално възраждане. Създател на литературния книжовен чешки език.
Учител е по чешки език в гимназия в гр. Литомержице, директор на Старочешката гимназия в Прага от 1815 г., ректор на Карловия университет в Прага от 1840 г.

## Произведения
- „Словесност“ – Теория на чешката литература от Ян Хус до негови дни
- „Чешко-немски речник“ в 5 тома и 120 000 думи, 1835 – 1839)
- „История на чешката литература“ в 6 тома, (изд. посмъртно)

## Преводи
- произведения от Гьоте и Шилер
- „Изгубеният рай“ от Джон Милтън
- „Атала“ от Франсоа Шатобриан